# Himmelsfärdskyrkan, Chutyr
Himmelsfärdskyrkan (ryska: Вознесенская церковь; translitteration: Voznesenskaja tserkov) är en rysk-ortodox kyrkobyggnad belägen i byn Chutyr, i delrepubliken Udmurtien, i den östra delen av europeiska Ryssland.
Kyrkan är helgad åt Kristi himmelsfärd och tillhör Glazovs stift. Den är även en av de äldsta östortodoxa kyrkorna i Udmurtien.

## Historik

### Tidigare kyrka
Den tidigare kyrkan var gjord av trä och som byggdes på bekostnad av de lokala församlingsmedlemmarna. Den invigdes den 19 maj 1752.
1768 byggdes ett sidokapell till kyrkan. Den invigdes den 3 februari 1769.

### Nuvarande kyrkan
Den 3 juni 1819 utfärdades ett brev för byggandet av den nuvarande kyrkan. Den ritades av arkitekt Izjevsk Semjeljanovich Dudin (1779-1825). Andra källor uppger dock att det var Philemon Merkurevitj Rosljakov (1758-1806).
Kyrkan började att byggas 1819 och stod klar 1829.
1939 stängdes kyrkan ned för gudstjänster och användes för annan verksamhet.
2001 började kyrkan att restaureras, då klocktornet och fasaden renoverades. Renoveringarna pågick fram tills 2005, då gudstjänsterna började hållas igen.
Den 13 maj 2010 invigdes kyrkan.

## Kyrkan
- Kyrkan är byggd i klassicistisk stil.[1]
- Inuti finns tre altare.[1][2][3]

## Bilder

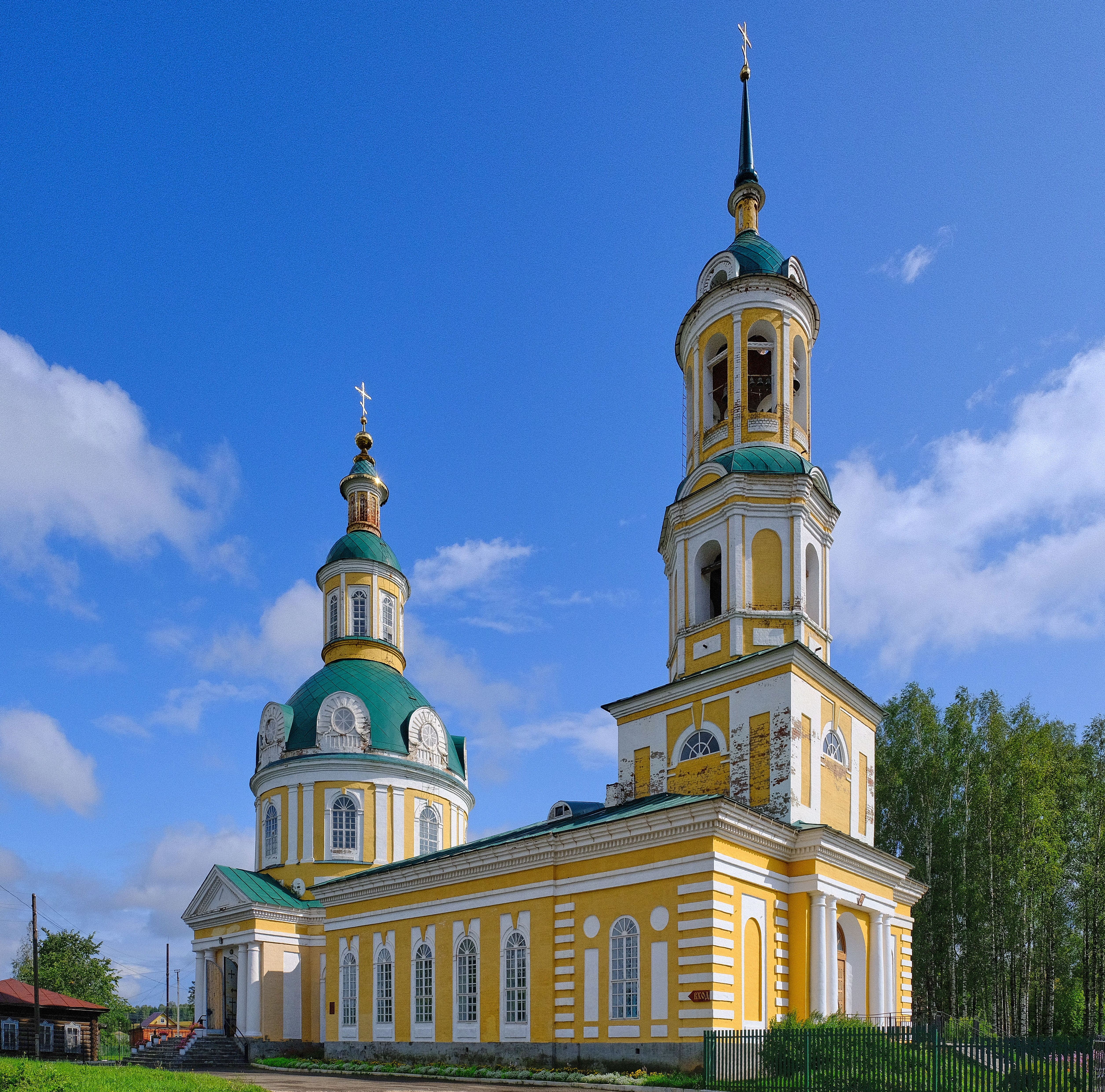
Framsidan.
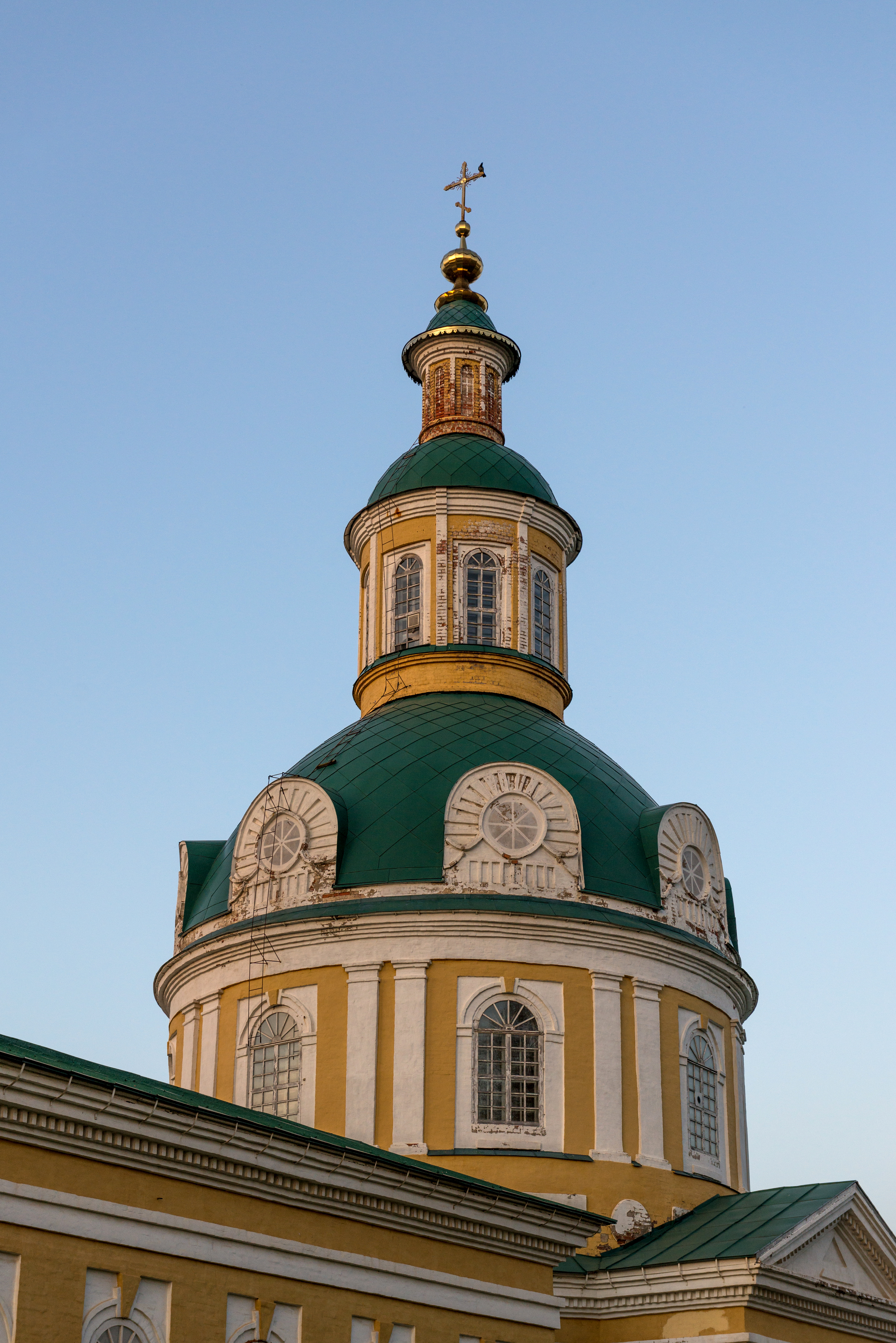
Närbild på kupolen.